# Svazek obcí Mladoboleslavský venkov
Svazek obcí Mladoboleslavský venkov je dobrovolný svazek obcí podle zákona v okresu Mladá Boleslav, jeho sídlem je Chotětov a jeho cílem je celkový rozvoj mikroregionu. Sdružuje celkem 24 obcí a byl založen v roce 2000.

## Obce sdružené v mikroregionu
- Bezno
- Boreč
- Dolní Slivno
- Doubravička
- Horní Slivno
- Hrušov
- Chotětov
- Jizerní Vtelno
- Kluky
- Košátky
- Kovanec
- Krnsko
- Kropáčova Vrutice
- Mečeříž
- Nemyslovice
- Niměřice
- Písková Lhota
- Pětikozly
- Sedlec
- Sovínky
- Strenice
- Velké Všelisy
- Vrátno
- Skalsko